# Shymkent Challenger 2022
Il Shymkent Challenger 2022 è stato un torneo maschile di tennis professionistico. È stata la 5ª edizione del torneo, facente parte della categoria Challenger 80 nell'ambito dell'ATP Challenger Tour 2022, con un montepremi di 53 120 $. Si è svolto dal 9 al 14 maggio 2022 sui campi in terra rossa del Centro nazionale tennis di Shymkent in Kazakistan.

## Partecipanti

### Teste di serie
| Nazionalità | Giocatore              | Ranking* | Testa di serie |
| ----------- | ---------------------- | -------- | -------------- |
| Stati Uniti | Tennys Sandgren        | 179      | 1              |
| Turchia     | Altuğ Çelikbilek       | 184      | 2              |
|             | Aleksandr Ševčenko     | 248      | 3              |
| Ucraina     | Illja Marčenko         | 251      | 4              |
| Spagna      | Nicolás Álvarez Varona | 278      | 5              |
| Giappone    | Kaichi Uchida          | 282      | 6              |
|             | Evgenij Karlovskij     | 286      | 7              |
| Romania     | Filip Cristian Jianu   | 298      | 8              |

* Ranking al 2 maggio 2022.

### Altri partecipanti
I seguenti giocatori hanno ricevuto una wild card per il tabellone principale:
- Grigoriy Lomakin
- Aleksandre Metreveli
- Beibit Zhukayev

Il seguente giocatore è entrato in tabellone con il ranking protetto:
- Matteo Donati

I seguenti giocatori sono entrati in tabellone come alternate::
- Gabriel Décamps
- Emilio Nava
- Evgenii Tiurnev

I seguenti giocatori sono passati dalle qualificazioni:
- Yan Bondarevskiy
- Eric Vanshelboim
- Evan Zhu
- Sasi Kumar Mukund
- Sebastian Fanselow
- Alexandar Lazarov

## Campioni

### Singolare
Emilio Nava ha sconfitto in finale  Sebastian Fanselow con il punteggio di 6–4, 7–6(3).

### Doppio
Antoine Bellier /  Gabriel Décamps hanno sconfitto in finale  Sebastian Fanselow /  Kaichi Uchida con il punteggio di 7–6(3), 6–3.